# 茨城県道285号東海停車場線

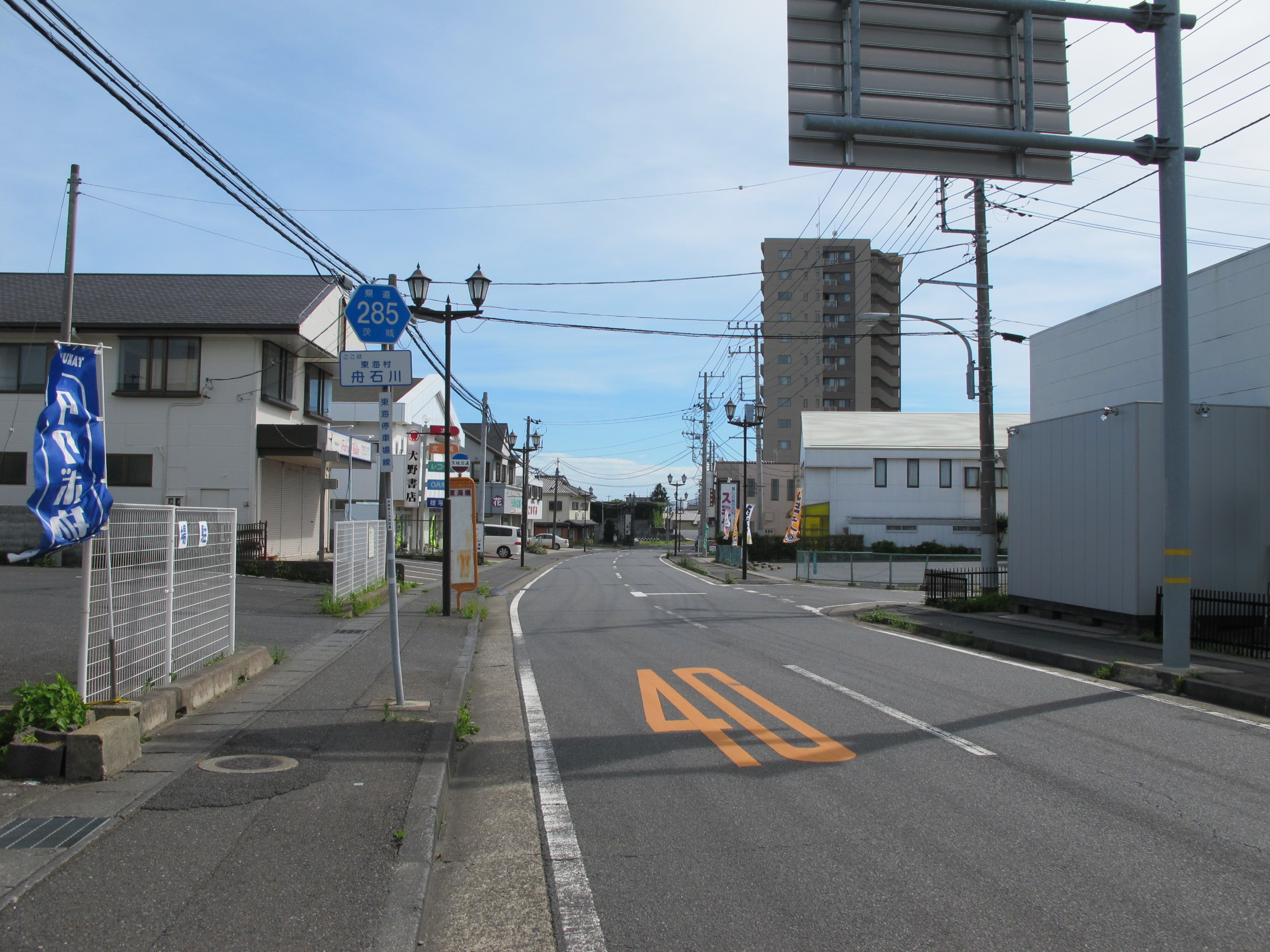
茨城県道285号東海停車場線
東海村舟石川駅西（2012年7月）

茨城県道285号東海停車場線（いばらきけんどう285ごう とうかいていしゃじょうせん）は、茨城県那珂郡東海村内を通る県道で、東日本旅客鉄道（JR東日本）常磐線東海駅と接続するための道路である。

## 路線概要
- 起点：那珂郡東海村舟石川駅西3丁目（東海駅西口）[1]
- 終点：那珂郡東海村舟石川駅西2丁目（茨城県道62号常陸那珂港山方線交点）[1]
- 総延長：512 m[2]
- 重用延長：なし[2]
- 未供用延長：なし[2]
- 実延長：512 m[2]
- 自動車交通不能区間延長[注釈 1]：なし[2]

## 歴史
1959年（昭和34年）、現在の路線の前身となる路線として、起点を那珂郡東海村大字舟石川の東海停車場、終点を東海村大字石神外宿の国道6号交点とする（旧）東海停車場線を茨城県が認定した。
1994年（平成6年）4月1日の主要地方道常陸那珂港山方線の路線認定によって、これまでの（旧）東海停車場線の路線区間の大部分（原研通り）が編入された。この日の県道の路線変更の茨城県告示により、残存区間をもって起点を東海停車場（JR東海駅）、終点を東海村大字舟石川とする現在の東海停車場線（整理番号110）となった。翌1995年（平成7年）の整理番号変更により、整理番号285にらり現在に至る。

### 年表
- 1898年（明治31年）4月1日：東海駅開業
- 1923年（大正12年）4月1日：東海停車場線の前身である額田石神停車場線が路線認定される[3]。
- 1959年（昭和34年）10月14日：（旧）県道東海停車場線が路線認定される[4]。
- 1994年（平成6年）4月1日
  - 路線変更となり、（現）県道東海停車場線（整理番号110）となる[5]。
  - 道路の区域は、那珂郡東海村大字舟石川東海停車場から那珂郡東海村大字舟石川県道常陸那珂港山方線交点までに決定する[1]。
- 1995年（平成7年）3月30日：整理番号110から現在の番号（整理番号285）に変更される[6]。

## 路線状況
道路法の規定に基づき、那珂郡東海村舟石川（JR東海駅） - 同村舟石川東（主要地方道常陸那珂港山方線交差）間は、緊急輸送道路として機能を維持するため、災害発生時の被害拡大防止を目的に道路用地内に電柱を建てることが制限されている。

## 地理

### 通過する自治体
- 茨城県
  - 那珂郡東海村

### 沿線
- JR 東海駅